# Brønderslev Neurorehabiliteringscenter
Brøndeselv Neurorehabiliteringscenter er et specialiseret hospital for genoptræning af patienter i Region Nordjylland. Centret hører organisatorisk under Sygehus Vendsyssel, og kaldes derfor undertiden for Sygehus Vendsyssel, Brønderslev, især med henvisning til, at bygningerne tidligere husede Brønderslev Sygehus.
Centret har 37 sengepladser.